# Sedmi svet
Sedmi svet je knjižni prvenec Sebastjana Koleše. Je fantazijski roman o pustolovščinah v času piratov, ki iščejo zaklad. Pirati se leta 1661 podajo na pot za kristali moči, ki bi lahko povrnili moči, dane ob rojstvu. Na poti so zvabljeni na otok, kjer jih pričakajo nepredstavljive zveri, a jih Mali Sid s pomočjo prijateljev premaga. 

### Liki
- Mali Sid: navihana 12-letna sirota.
- Lepi Jacques: prefinjen pirat, vedno lično urejen in močno spoštovan.
- Kapitan Rdečeoki: pirat modre krvi (potomec ugledne družine), ki je udobje in plemiški naziv zamenjal za izobčenstvo zaradi zemljevida, ki naj bi vodil do silnega bogatstva in predmeta neslutenih moči.
- Cho-lak: Ogromna bitja, visoka vsaj dva metra in pol, čokata, precej primitivnega videza, eni prvotnih prebivalcev Prepovedanega sveta.
- Mah-lak: Mala bitja velikosti dobrega pol metra, velike glave in oči, dolgih umazanih dlak, živijo globoko pod zemljo, kjer se tudi nahaja njihovo kraljestvo.
- Ezaragh: Mogočen demon, čigar duša je kot edina uspela ubežati primežu večnega tavanja in se naselila v na pol človeški in pol demonski podobi izjemnih moči.
- Modri predniki: redke duše, ki so dale skozi vse potrebne cikluse življenja.
- Katras: Svetnik na Vmesnem svetu, zadolžen za varovanje skrajno zlobnih duš.
- Mitakesh: Zvesti Katrasov bojevnik, ki je zanj pripravljen dati tudi življenje.
- Minas:Zelo pokvarjena duša, z znanjem in izkušnjami takoj za Ezaraghom.
- Arkash: Nenavadna žival s petimi nogami, še najbolj podobna mački.
- Leisha: skrivnostna dobra vila.
- Buccaneerji: po večini grozoviti zločinci, roparji in morilci, ki so se pred roko pravice zatekli na kakšnega izmed odročnih otokov.
- Kristali moči: Za nekatere samo kamen, za druge dragocen kamen, za redke pa prevodnik in shranjevalnik duš, misli in spominov vseh živih bitij in dogodkov, ki od sebe oddajajo energijo.
- Portali: stvaritve višje razvitih bitij ali oseb, namenjeni za prenos duše, oziroma misli posameznika z enega sveta na drugega.